# Фрамов мореуз
Фрамов мореуз је мореуз који спаја Северни ледени океан са Гренландским морем и најважнија је веза Арктичког океана са остатком Светског мора. Обухвата акваторију између острва Гренланда на западу и Свалбарда на истоку.
Име је добио по норвешком истраживачком броду Фрам (Напред) који је био део експедиције која је истраживала ове воде у периоду 1893—1912. (експедицију су предводили Фритјоф Нансен, Ото Свердруп, Оскар Вистинг и Роалд Амундсен.
Највећи део године Фрамов мореуз је прекривен до 1 метра дебелим наслагама леда које се повремено топе за кратких лета. Око 90% ледених санти које из Арктичког океана плове ка југу пролазе кроз Фрамов пролаз. 
У протеклом веку температура воде на површини порасла је за 1,9°C тако да је сада за око 1,4° виша него током последњег средњовековног затопљења.